# Wilkesville, Ohio
Wilkesville là một làng thuộc quận Vinton, tiểu bang Ohio, Hoa Kỳ. Năm 2010, dân số của làng này là 149 người.